# Пазарджишка голяма синагога
Пазарджишката голяма синагога е недействащ религиозен храм в Пазарджик, паметник на културата. Част е от общ комплекс с Пазарджишката малка синагога и еврейско училище.
Синагогите са резултат от създадената в края на XVI век еврейска община от сефаради, преселници от Пиренейския полуостров.
Построена е през 1850 г. от архитектон Ставри Темелков, майстор от Брациговската архитектурна школа. Състои се от просторно преддверие с входове с открит аркаден портик от югоизток и североизток. Със стълба галерията се свързва с молитвената зала. Пропорциите на молитвената зала са 2:3, с височина 5 m. Осветява се от над 30 прозореца. Таванът е дървен с цветова и пластична украса. Стените са бели с изписани в синьо пиластри. Рамките на отворите и свещената ниша са изписани с флорална и геометрична стенопис. В периода 1944 – 1966 г. в Голямата синагога се помещава археологическата сбирка на музея в Пазарджик.